# Pompeo Provana del Sabbione
Il conte Rufo Pompeo Provana del Sabbione (Torino, 10 aprile 1816 – Torino, 1º gennaio 1884) è stato un politico e militare italiano, senatore del Regno.

## Biografia
Figlio di Casimiro e di Adelaide dei marchesi di Romagnano.
Fu Ministro della Marina del Regno d'Italia nel Governo Menabrea I.